# Bassila
Bassila is een van de 77 gemeenten (communes) in Benin. De gemeente ligt in het departement Donga. De gemeente telt 130.091 inwoners (2013). Met een oppervlakte van 5.661 km² is het een van de meest uitgestrekte gemeenten van het land. De gemeente is onderverdeeld in vier arrondissementen:
- Alédjo
- Bassila
- Manigri
- Pénéssoulou

In de koloniale tijd werd Bassila een kanton van de cercle Savalou.

## Geografie
De gemeente grenst in het westen aan Togo. De Ouémé vormt de oostelijke grens van de gemeente. Kleinere rivieren als de Térou, de Kémétou, de Odola en de Adjiro stromen door de gemeente, al stroomt enkel de Térou het ganse jaar. De gemeente ligt op een plateau met een hoogte tussen 300 en 350 meter dat doorkruist wordt door het massief van Atacora. Het landschap bestaat voornamelijk uit bossavanne.
Bassila kent een gemiddelde jaarlijkse neerslaghoeveelheid tussen 1200 en 1300 mm. Er is een regenseizoen van mei tot oktober en een droog seizoen van november tot april.

## Bevolking
In 2002 telde de gemeente 71.511 inwoners. In 2013 waren dit er 130.091.
De belangrijkste bevolkingsgroepen zijn de Yoruba (Nagot), de Basseda (Anii), de Kotokoli, de Lokpa, de Betammaribè en de Fulbe. De meeste inwoners zijn moslim (82,4%). Er zijn ook katholieken (8,3%) en protestanten (4,4%) (cijfers 2002).
Opm: Bevolkingscijfers in duizendtallen
Bron: Bassila Commune in Benin; 1979-2013: volkstellingen
Bron: Institut National de la Statistique Benin; 2013: volkstelling

## Economie
De belangrijkste landbouwgewassen voor de markt zijn cashewnoten, katoen, rijst en tabak. Andere landbouwgewassen zijn maniok, maïs, yams en sorghum. Naast de landbouw zijn de handel en ook de voedselverwerkende nijverheid de belangrijkste economische sectoren. In de gemeente zijn er zand- en grindgroeven.

## Geboren
- Alphonse Alley (1930-1987), militair en president van Dahomey
- Bintou Chabi Adam Taro (?), politica

## Afbeeldingen

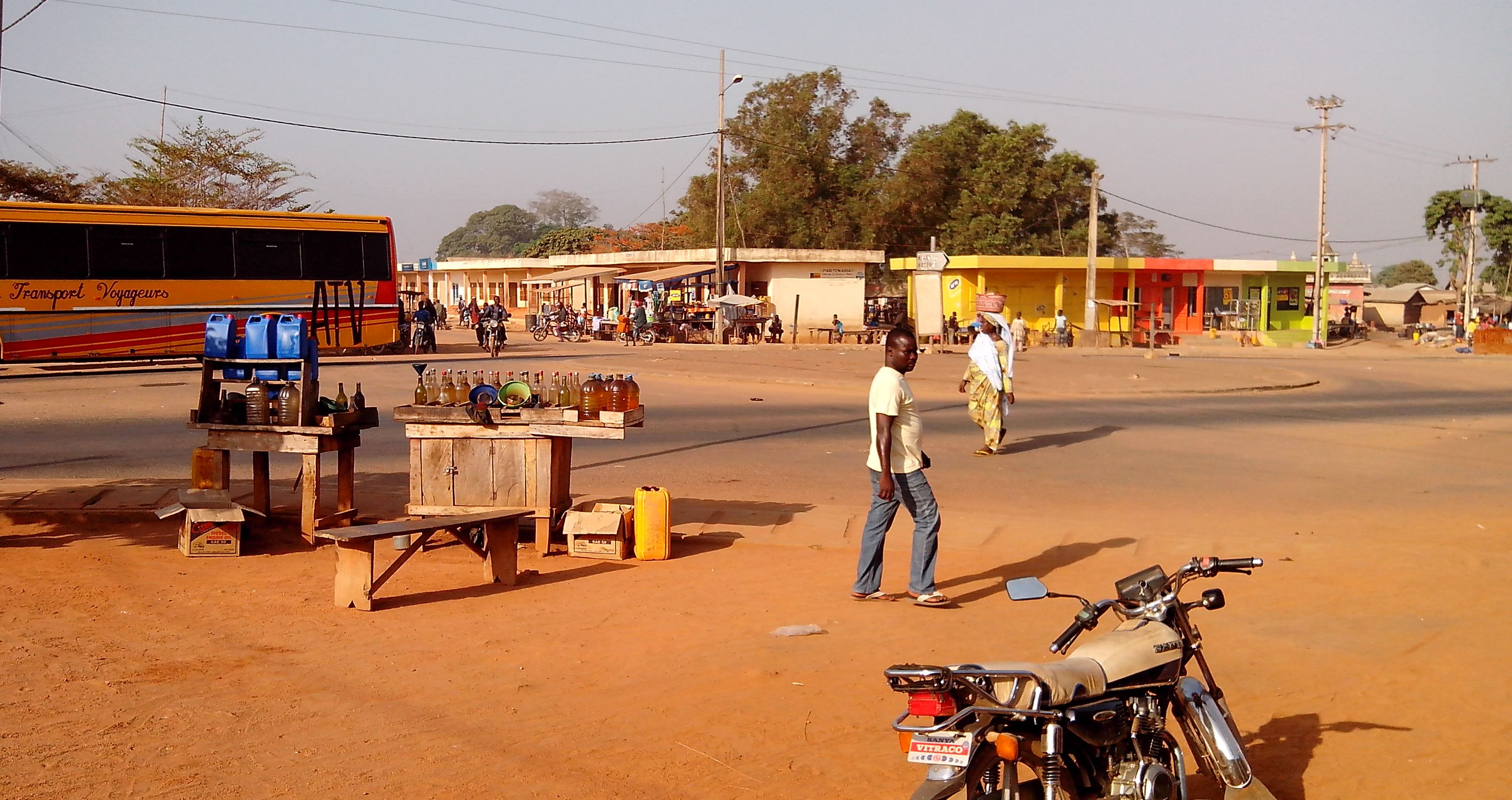
Straatbeeld in Bassila
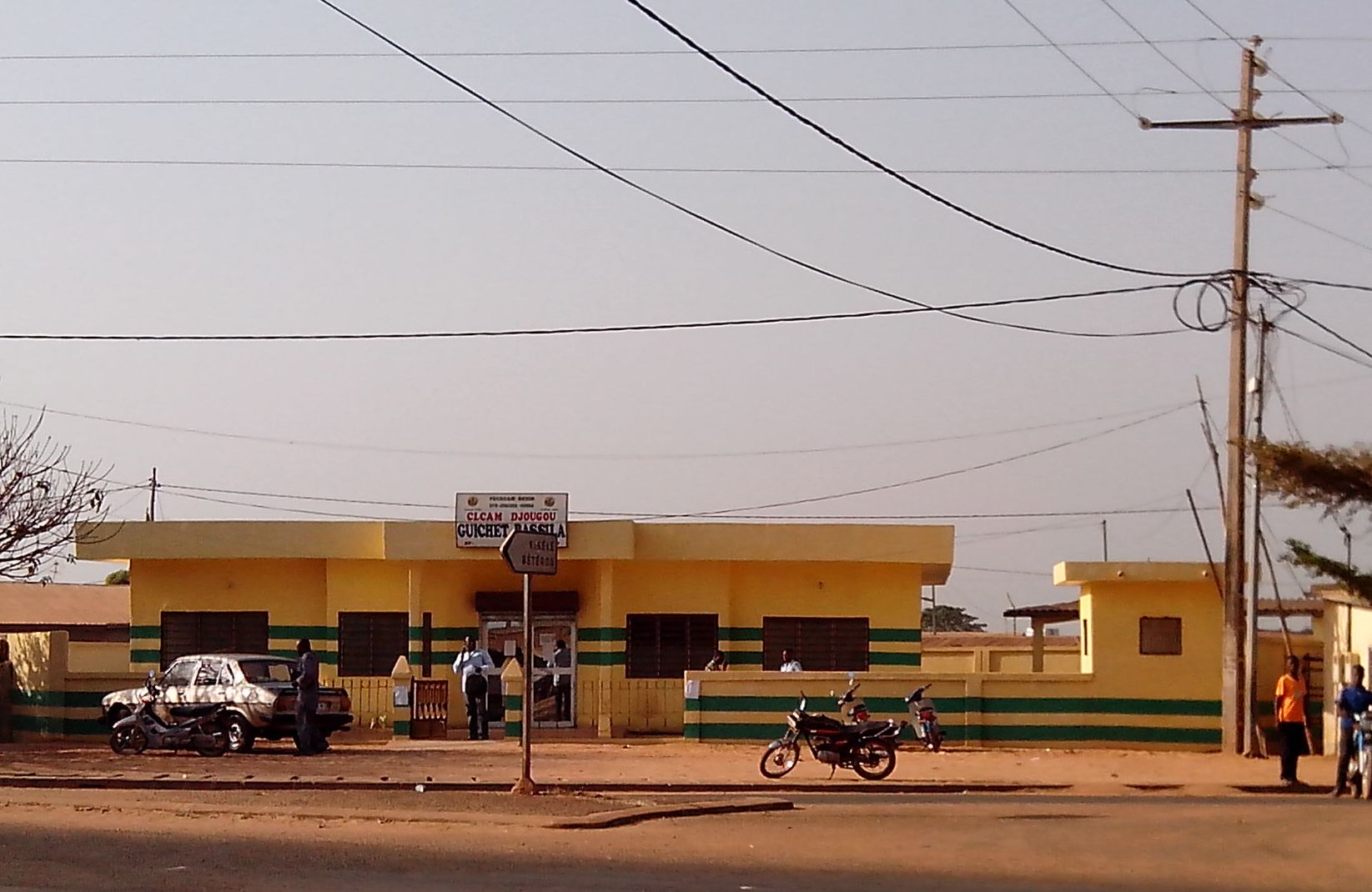
Straatbeeld
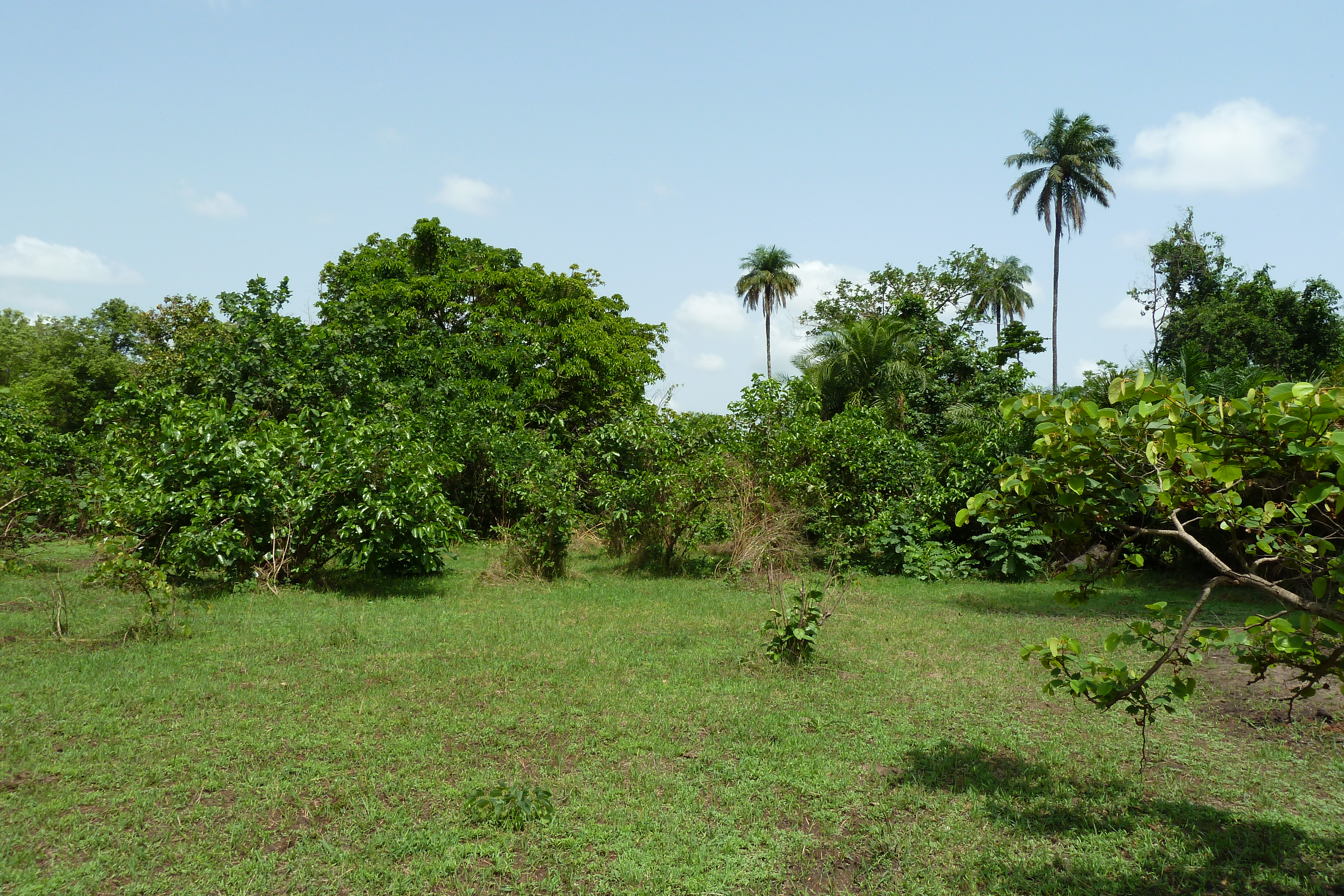
Rijstveld

- Bibliothèque nationale de France: cb15040823j (data)
- Virtual International Authority File: 46144648310674613472